# الدراج المقنع كيفا
الدراج المقنع كيفا (كمن رَيدر كيفا)(بالإنجليزية: Kamen Rider Kiva) هي حلقة «تْكسَتسو» أو «ذات المؤثرات الخاصة» من اليابان. بثت على TV Asahiمن يناير 2008 إلى يناير 2009.

## القصة
الشاب الخجول «واترن» يدافع عن عالم البشر من كائنات مصاصة للدماء تسمى «الفانغَيَر» باستعمال قواته كالدراج المقنع كيفا. واترو يستخدم رفيقه الوطواط «كيفاتو الثالث» ليتحول إلى الدراج المقنع كيفا.
وهناك ثلاث وحوش لها قدرات خاصة تساعد واترو وكيفاتو الثالث في القتال لوحوش فانغير، يستطيع واترو استخدام الوحوش عن طريق صفارات موجودة في حزامه.
واترو
يمتلك واترو آلة موسيقية تساعده في معرفه نشاط الوحوش المتنكره على هيئة بشر.
الفانغير لها قدرة على التنكر، وكذلك الوحوش التي تساعد واترن، ولكل وحش قدرة (التي تساعد واترن) فهنالك وحش أزرق يشبه المستذئب، لكن له قرن أصفر يساعده عندما يستخدمه كسيف، ووحش مدرع أسود يستخدم كدرع، ووحش أخضر يطلق الماء يستخدمه كمسدس.

## الفانغَيَر
هم وحوش مصاصة للدماء مكونيين من زجاج معشق ويتغذون على «طاقة الحياة» بداخل البشر. هم قادرون على التنكر بالهيئة البشرية. لذلك بدأ بعض الناس بتكوين جماعات لمطاردتهم.
يمتلك بعض هذا الجماعات أسلحة تساعد على محاربتها، بعض هذه الأسلحة يوجد على شكل سيف أو مسدس
وهناك مقاتل يسمى باسم IXA يمتلك هذا المقاتل أسلحة مثل أسلحة واترو.

## روابط خارجية
- الدراج المقنع كيفا على موقع IMDb (الإنجليزية)
- الدراج المقنع كيفا على موقع كينوبويسك (الروسية)
- الدراج المقنع كيفا على موقع قاعدة بيانات الفيلم (الإنجليزية)